# Skin Up
Das SkinUp-Fanzine war ein Magazin der antirassistischen Skinhead-Szene mit Berichten über Ska-, Oi!-, Punk- und Reggae-Musik.

## Geschichte

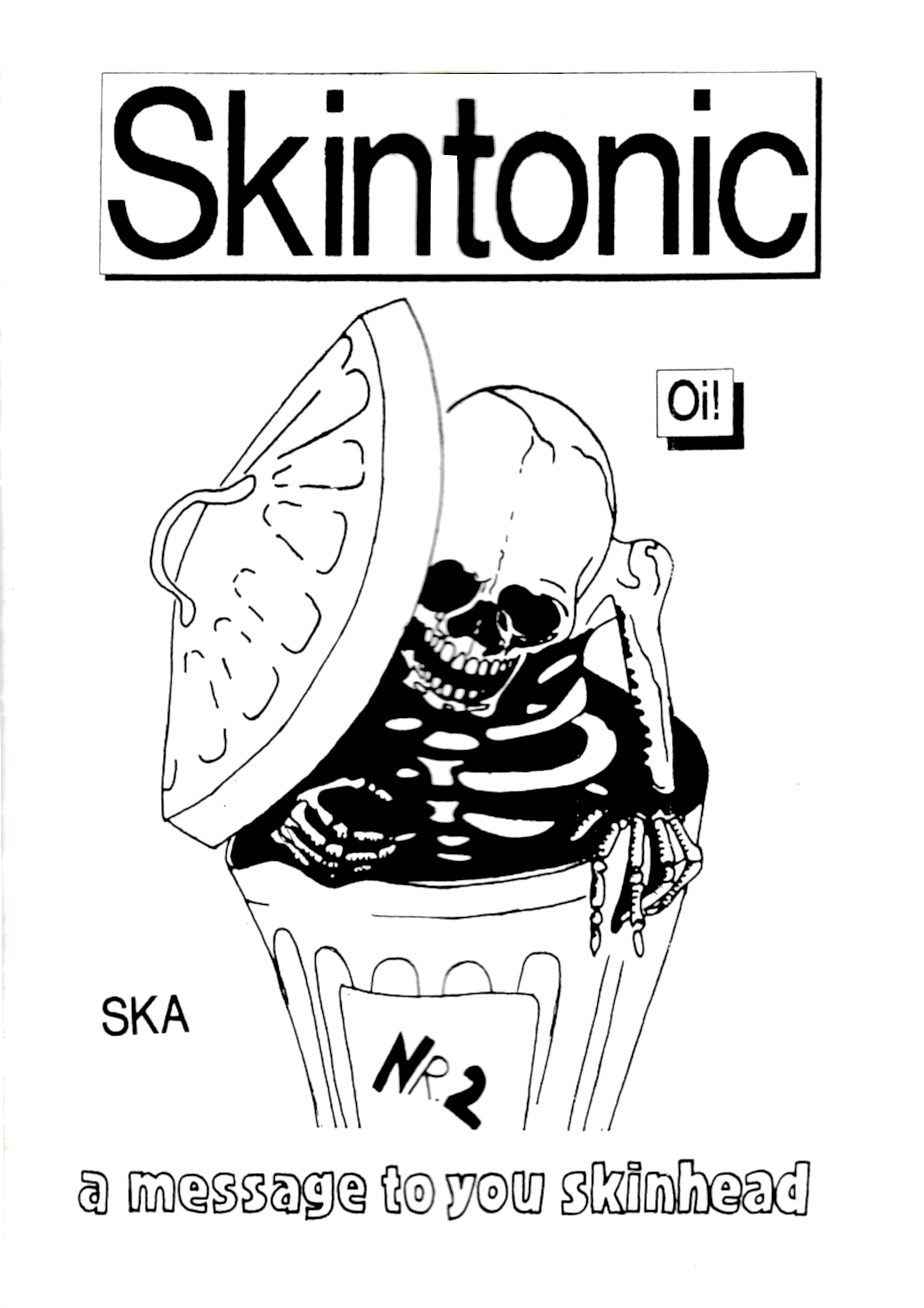
Die 1988 erschienene zweite Ausgabe im DIN A4 Format.

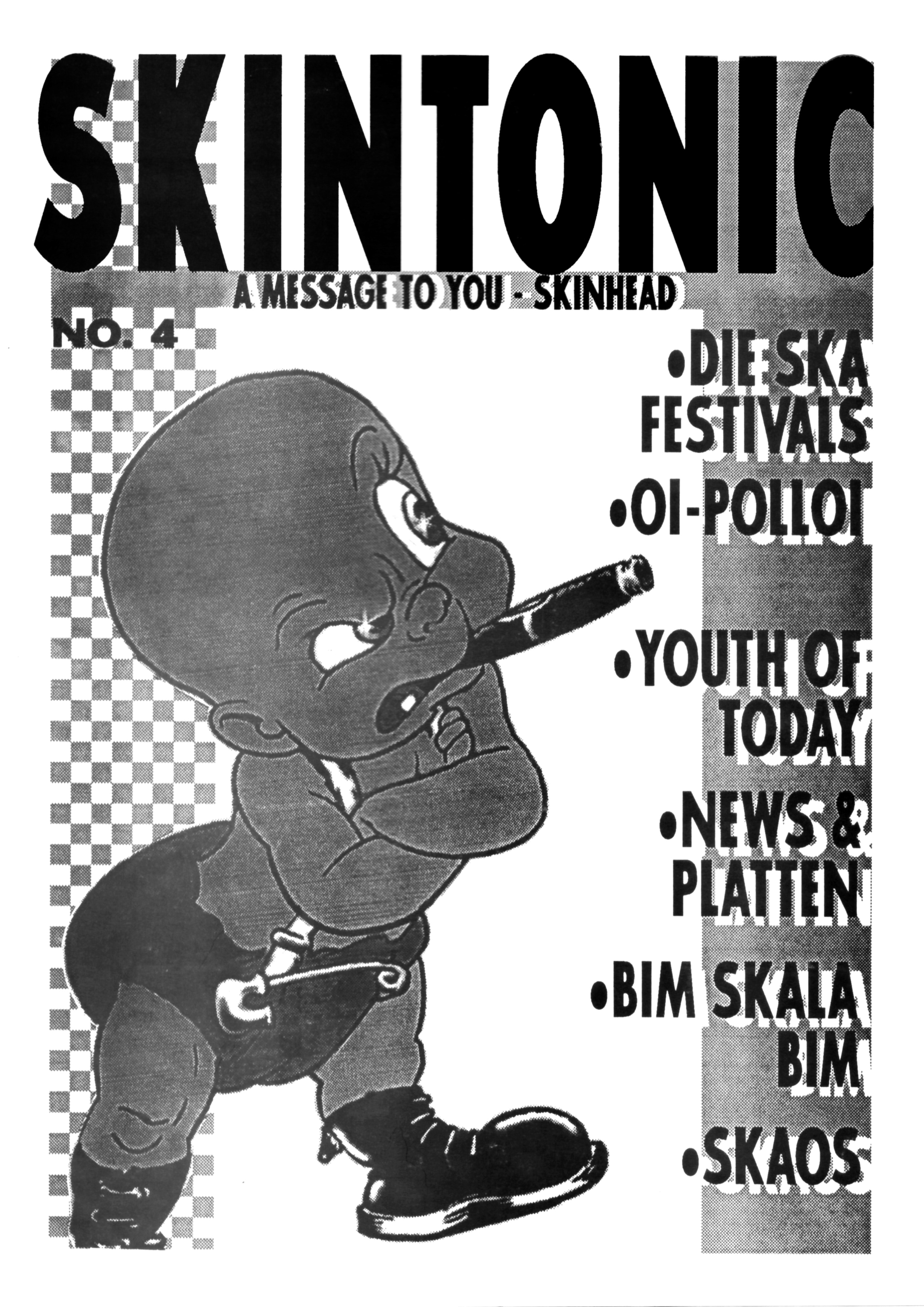
Skintonic Nummer 4 erschien 1989 und wurde erstmals gedruckt.

Das Magazin wurde im Jahr 1987 von Ska-Fans und Skinheads unter dem Namen Skintonic gegründet. Das antirassistische und antifaschistische Heft wuchs Anfang der 1990er Jahre mit der rasant wachsenden Ska-Szene in Deutschland zu dem führenden Magazin der Skinhead-Szene mit Berichten über Ska-, Oi!-, Punk- und Reggae-Musik. Als semiprofessionelles Magazin fungierte es bald als Sprechrohr der nichtrassistischen Skinheads – zeitweise auch der Skinhead-Bewegung SHARP und lieferte Interviews und Artikel von jamaikanischen Ska- und Reggae-Größen über zeitgenössische Ska-Bands aus aller Welt bis hin zu Oi!- und Streetpunk-Bands.
Nach einem Streit in der Redaktion entstand parallel zum Skintonic das Fanzine Oi!Reka, dessen Macher sich aber nach ein paar Jahren wieder mit dem Skintonic unter dem neuen Namen SkinUp zusammentaten. Mit einer Auflage bis zu 3000 Exemplaren waren SkinUp und Skintonic ein wichtiges Medium für Anzeigenschaltungen von Plattenfirmen, Textilvertrieben u. ä., die Absatz ihrer Produkte in der Szene suchten.
Im Jahr 1999 erschien die letzte Ausgabe.